# شهاب الدين الندوي
محمد شهاب الدين الندوي (1350 - 1423 ه‍ـ / 1931 - 2002 م) هو عالم مسلم، من أهل الهند.
ولد في بنكلور. تعلم في جامعة ندوة العلماء بلكناؤ. من آثاره: «بين علم آدم والعلم الحديث» و «نهضة العالم الإسلامي في ظلال القرآن».